# Notodden Fotballklubb
Il Notodden Fotballklubb è una società calcistica norvegese con sede nella città di Notodden. Milita nella 2. divisjon, terza divisione del campionato norvegese.

## Palmarès

### Competizioni nazionali
- 2. divisjon: 2

2006 (gruppo 1), 2011 (gruppo 3)

### Altri piazzamenti
- 2. divisjon:

Secondo posto: 2010 (gruppo 1), 2017 (gruppo 2)
Terzo posto: 2005 (gruppo 1), 2013 (gruppo 3), 2016 (gruppo 4)

## Rosa
Rosa aggiornata al 15 agosto 2018.
| N. |                        | Ruolo | Calciatore             |
| -- | ---------------------- | ----- | ---------------------- |
| 1  | Svezia (bandiera)      | P     | Jonathan Johansson     |
| 2  | Norvegia (bandiera)    | D     | Even Parkstad Johansen |
| 3  | Spagna (bandiera)      | D     | Jeffrey Pérez          |
| 4  | Norvegia (bandiera)    | D     | Martin Strange         |
| 5  | Norvegia (bandiera)    | D     | Steffen Jenssen        |
| 6  | Inghilterra (bandiera) | D     | Michael Ledger         |
| 8  | Norvegia (bandiera)    | C     | Henrik Gustavsen       |
| 9  | Norvegia (bandiera)    | A     | Martin Brekke          |
| 10 | Norvegia (bandiera)    | A     | Erik Midtgarden        |
| 11 | Norvegia (bandiera)    | C     | Martin Holmen          |
| 12 | Norvegia (bandiera)    | P     | Espen Vasby            |
| 14 | Svezia (bandiera)      | D     | Jonathan Asp           |

| N. |                        | Ruolo | Calciatore             |
| -- | ---------------------- | ----- | ---------------------- |
| 15 | Portogallo (bandiera)  | C     | Filipe Ferreira        |
| 18 | Inghilterra (bandiera) | D     | Josh Robson            |
| 19 | Norvegia (bandiera)    | C     | Andreas Hoven          |
| 20 | Norvegia (bandiera)    | A     | Amani Mbedule          |
| 21 | Norvegia (bandiera)    | D     | Kjetil Holand Tøsse    |
| 22 | Norvegia (bandiera)    | A     | André Bakke            |
| 23 | Paesi Bassi (bandiera) | C     | Gaston Salasiwa        |
| 25 | Norvegia (bandiera)    | P     | Kim Bjørkesett         |
| 27 | Norvegia (bandiera)    | A     | Erlend Hustad          |
| –– | Paesi Bassi (bandiera) | D     | Calvin Mac-Intosch     |
| –– | Norvegia (bandiera)    | C     | Mathias Berg Gjerstrøm |

### Rosa 2011-2012
Aggiornata al 23 agosto 2012.
| N. |                       | Ruolo | Calciatore            |
| -- | --------------------- | ----- | --------------------- |
| 1  | Portogallo (bandiera) | P     | Nuno Marques          |
| 2  | Norvegia (bandiera)   | D     | Tor Omar Sande        |
| 3  | Norvegia (bandiera)   | C     | Kristian Jahr         |
| 4  | Giamaica (bandiera)   | D     | Andre Campbell        |
| 5  | Norvegia (bandiera)   | D     | Steffen Jenssen       |
| 6  | Norvegia (bandiera)   | C     | Pål Christian Alsaker |
| 7  | Norvegia (bandiera)   | C     | Borgar Velta          |
| 8  | Norvegia (bandiera)   | C     | Andreas Granerud      |
| 9  | Norvegia (bandiera)   | A     | Håvard Kleven         |
| 10 | Norvegia (bandiera)   | C     | Jan Tore Amundsen     |
| 11 | Norvegia (bandiera)   | A     | Martin Holmen         |
| 12 | Norvegia (bandiera)   | P     | Bjarne Håkon Semb     |
| 13 | Norvegia (bandiera)   | C     | Øystein Aksnes        |

| N. |                      | Ruolo | Calciatore            |
| -- | -------------------- | ----- | --------------------- |
| 14 | Norvegia (bandiera)  | D     | Erlend Helgerud       |
| 15 | Norvegia (bandiera)  | A     | Einar Lundefaret      |
| 16 | Norvegia (bandiera)  | A     | Tarjei Dale           |
| 17 | Norvegia (bandiera)  | A     | Alexander Nynes       |
| 18 | Norvegia (bandiera)  | D     | Klas Tømmer Ufs       |
| 20 | Norvegia (bandiera)  | D     | Lars Lien             |
| 21 | Norvegia (bandiera)  | A     | Jørgen Kasin          |
| 23 | Norvegia (bandiera)  | C     | Erlend Kasin          |
| 25 | Danimarca (bandiera) | P     | Anders Hegaard Larsen |
| 30 | Norvegia (bandiera)  | P     | Bjørge Øberg Fedje    |
| 34 | Norvegia (bandiera)  | P     | Christian Bjerke      |
| 90 | Norvegia (bandiera)  | C     | Eirik Skogen          |

### Rosa 2010-2011
| N. |                       | Ruolo | Calciatore            |
| -- | --------------------- | ----- | --------------------- |
| 1  | Norvegia (bandiera)   | P     | Kristoffer Nielsen    |
| 2  | Norvegia (bandiera)   | D     | Steffen Jenssen       |
| 3  | Norvegia (bandiera)   | D     | Kristian Jahr         |
| 4  | Norvegia (bandiera)   | D     | Magne Sturød          |
| 5  | Norvegia (bandiera)   | D     | Sindre Thunestvedt    |
| 6  | Norvegia (bandiera)   | C     | Pål Christian Alsaker |
| 7  | Norvegia (bandiera)   | C     | Borgar Velta          |
| 8  | Norvegia (bandiera)   | C     | Andreas Granerud      |
| 9  | Norvegia (bandiera)   | C     | Espen Bukta           |
| 10 | Norvegia (bandiera)   | C     | Jan Tore Amundsen     |
| 11 | Norvegia (bandiera)   | A     | Tor-Mattis Kåven      |
| 12 | Portogallo (bandiera) | P     | Nuno Marques          |

| N. |                     | Ruolo | Calciatore         |
| -- | ------------------- | ----- | ------------------ |
| 13 | Norvegia (bandiera) | A     | Håvard Kleven      |
| 14 | Norvegia (bandiera) | D     | Thomas Torgersen   |
| 15 | Norvegia (bandiera) | C     | Mats Hansen        |
| 16 | Norvegia (bandiera) | A     | Tarjei Dale        |
| 17 | Norvegia (bandiera) | C     | Jeton Pesthisa     |
| 18 | Norvegia (bandiera) | D     | Klas Tømmer Ufs    |
| 19 | Norvegia (bandiera) | A     | Kristian Ystaas    |
| 20 | Norvegia (bandiera) | D     | Lars Lien          |
| 23 | Norvegia (bandiera) | C     | Erlend Kasin       |
| 24 | Norvegia (bandiera) | C     | Herolind Shala     |
| 80 | Norvegia (bandiera) | A     | Erik Sergio Skogen |

## Rose storiche
- 2007